# Tillabéri
Tillabéri hay Tillabéry là một thị trấn ở Niger, thủ phủ vùng Tillabéri. Nó nằm cách thủ đô Niamey khoảng 113 km về phía tây bắc. Dân số thị trấn là hơn 16.000 người vào năm 2001.

## Khí hậu
Tillabéri có khí hậu sa mạc nóng (phân loại khí hậu Köppen BWh).
| Dữ liệu khí hậu của Tillaberi (1961-1990) | Dữ liệu khí hậu của Tillaberi (1961-1990) | Dữ liệu khí hậu của Tillaberi (1961-1990) | Dữ liệu khí hậu của Tillaberi (1961-1990) | Dữ liệu khí hậu của Tillaberi (1961-1990) | Dữ liệu khí hậu của Tillaberi (1961-1990) | Dữ liệu khí hậu của Tillaberi (1961-1990) | Dữ liệu khí hậu của Tillaberi (1961-1990) | Dữ liệu khí hậu của Tillaberi (1961-1990) | Dữ liệu khí hậu của Tillaberi (1961-1990) | Dữ liệu khí hậu của Tillaberi (1961-1990) | Dữ liệu khí hậu của Tillaberi (1961-1990) | Dữ liệu khí hậu của Tillaberi (1961-1990) | Dữ liệu khí hậu của Tillaberi (1961-1990) |
| Tháng                                     | 1                                         | 2                                         | 3                                         | 4                                         | 5                                         | 6                                         | 7                                         | 8                                         | 9                                         | 10                                        | 11                                        | 12                                        | Năm                                       |
| ----------------------------------------- | ----------------------------------------- | ----------------------------------------- | ----------------------------------------- | ----------------------------------------- | ----------------------------------------- | ----------------------------------------- | ----------------------------------------- | ----------------------------------------- | ----------------------------------------- | ----------------------------------------- | ----------------------------------------- | ----------------------------------------- | ----------------------------------------- |
| Trung bình ngày tối đa °C (°F)            | 32.3 (90.1)                               | 35.6 (96.1)                               | 38.9 (102.0)                              | 41.4 (106.5)                              | 41.5 (106.7)                              | 38.8 (101.8)                              | 35.4 (95.7)                               | 33.7 (92.7)                               | 35.6 (96.1)                               | 38.4 (101.1)                              | 36.4 (97.5)                               | 33.0 (91.4)                               | 36.7 (98.1)                               |
| Trung bình ngày °C (°F)                   | 24.6 (76.3)                               | 27.5 (81.5)                               | 30.9 (87.6)                               | 33.6 (92.5)                               | 34.7 (94.5)                               | 32.7 (90.9)                               | 30.2 (86.4)                               | 28.9 (84.0)                               | 30.1 (86.2)                               | 31.2 (88.2)                               | 28.4 (83.1)                               | 25.3 (77.5)                               | 29.8 (85.7)                               |
| Tối thiểu trung bình ngày °C (°F)         | 17.0 (62.6)                               | 19.4 (66.9)                               | 22.8 (73.0)                               | 25.9 (78.6)                               | 27.9 (82.2)                               | 26.7 (80.1)                               | 24.9 (76.8)                               | 24.1 (75.4)                               | 24.5 (76.1)                               | 23.9 (75.0)                               | 20.4 (68.7)                               | 17.5 (63.5)                               | 22.9 (73.2)                               |
| Lượng Giáng thủy trung bình mm (inches)   | 0.0 (0.0)                                 | 0.0 (0.0)                                 | 2.3 (0.09)                                | 5.6 (0.22)                                | 16.6 (0.65)                               | 46.8 (1.84)                               | 102.7 (4.04)                              | 143.1 (5.63)                              | 69.9 (2.75)                               | 10.8 (0.43)                               | 0.3 (0.01)                                | 0.1 (0.00)                                | 398.2 (15.66)                             |
| Số giờ nắng trung bình tháng              | 285.2                                     | 260.4                                     | 269.7                                     | 246.0                                     | 272.8                                     | 255.0                                     | 248.0                                     | 235.6                                     | 249.0                                     | 279.0                                     | 279.0                                     | 279.0                                     | 3.175,5                                   |
| Nguồn: NOAA                               |                                           |                                           |                                           |                                           |                                           |                                           |                                           |                                           |                                           |                                           |                                           |                                           |                                           |